# タリム川

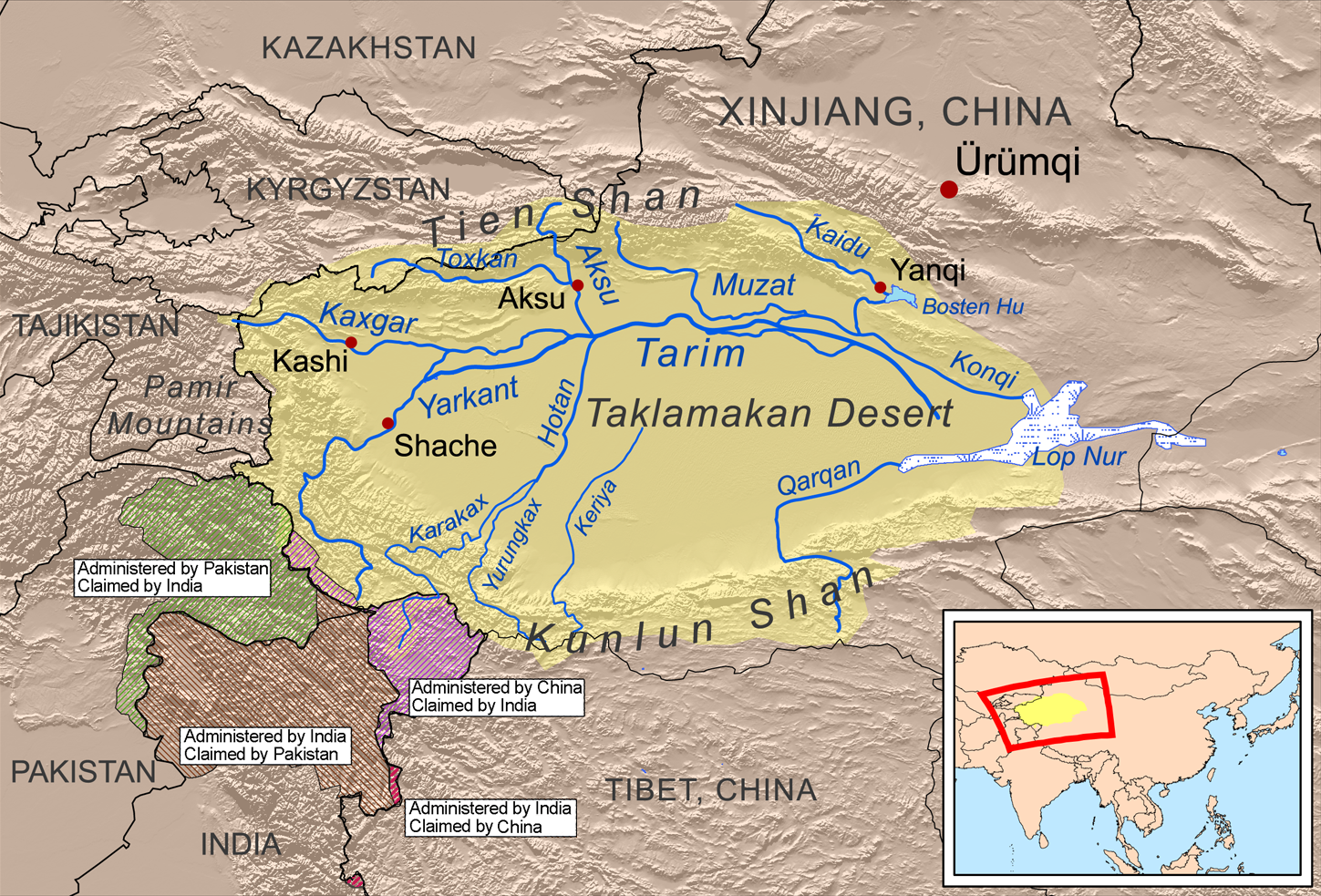
タリム盆地（タクラマカン砂漠）の河川

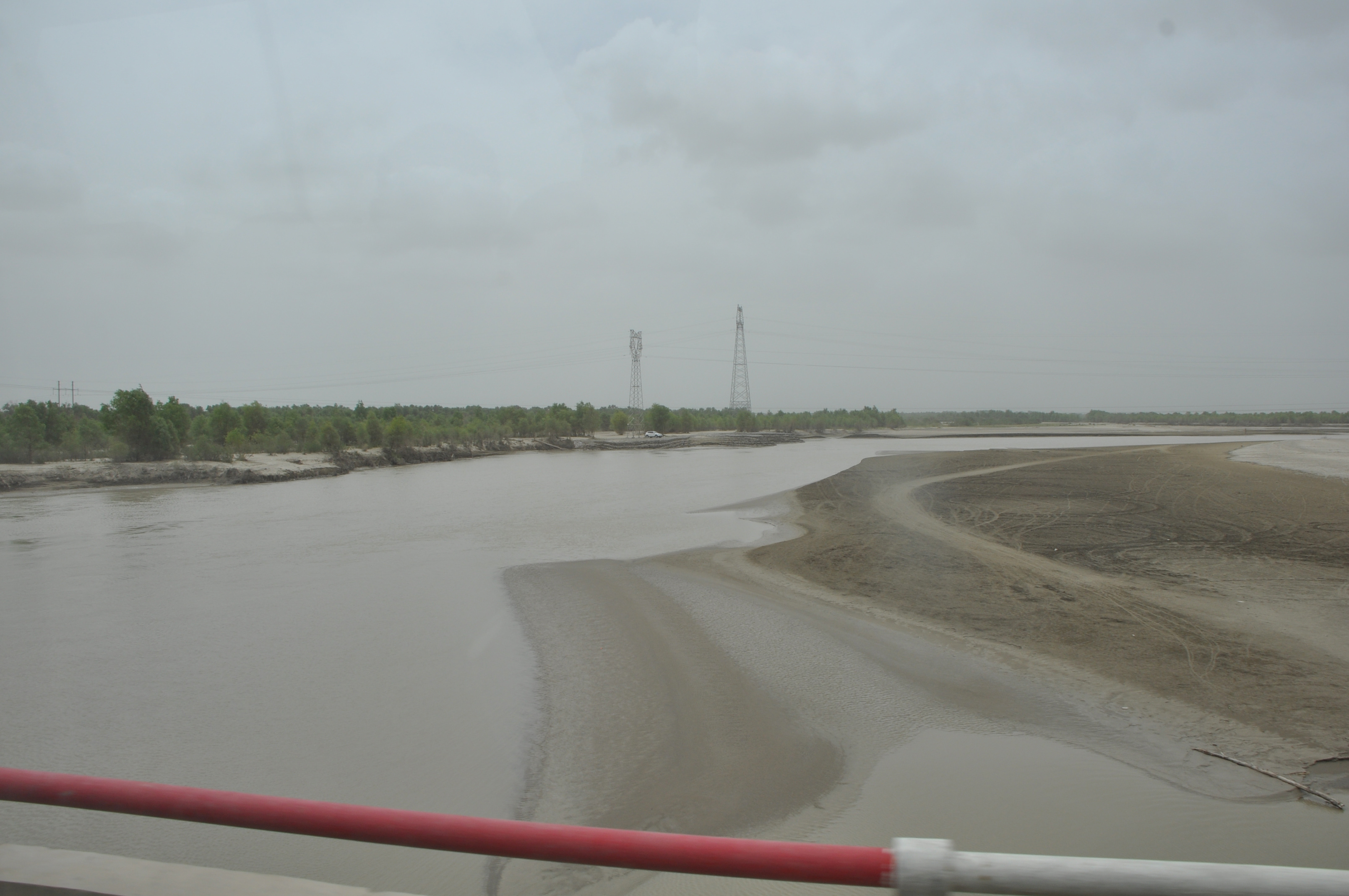
タクラマカン砂漠公路（タリム沙漠公路）でタリム川を渡る（2012年6月）

タリム川（英語：Tarim River，ウイグル語：تارىم دەرياسى，中国語：塔里木河）は、中央アジアのタリム盆地を流れる内陸河川である。語源は古代テュルク語で、“沙の中の水”の意。流域は現在中国の新疆ウイグル自治区に属している。

## 流路
主な水源はヤルカンド川で、カラコルム山脈のテラム・カンリ山南東麓に源を発する。アーバード県附近でホータン川、アクス川と合流し、ここから下流をタリム川と呼ぶ。タクラマカン砂漠の北部を東へ流れ、チャルクリク県のロプノールへ注いでいた。長さは、主な水源であるヤルカンド川を含めて2,030km。水深は浅く、大型の船舶は航行できない。
現在は流路が南向きに変わってタイテマ湖（カラ・コシュン）へ注ぐが、上流にダムが作られたこともあって、下流域は湖に注ぐ前にほとんど干上がっている。

## 支流
- 孔雀河
- ムザルト川
- ホータン川
- アクス川
- ヤルカンド川
- チャルチャン川